# لیندون بروک
لیندون بروک (انگلیسی: Lyndon Brook; ۱۰ آوریل ۱۹۲۶ – ۹ ژانویهٔ ۲۰۰۴) هنرپیشه اهل انگلستان بود.

## فیلم‌شناسی
- رسیدن به آسمان (۱۹۵۶)
- ترانه بی‌پایان (۱۹۶۰)
- بسته غیرمنتظره (۱۹۶۰)
- طولانی‌ترین روز (۱۹۶۲)
- مزدور (۱۹۷۳)